# Molophilus (Molophilus) heliscus
Molophilus (Molophilus) heliscus is een tweevleugelige uit de familie steltmuggen (Limoniidae). De soort komt voor in het Neotropisch gebied.